# The Heart of O'Yama
The Heart of O'Yama é um filme mudo estadunidense do gênero dramático de curta-metragem, dirigido por D. W. Griffith em 1908, com roteiro do próprio Griffith e de Bret Harte baseado na peça La Tosca, de Victorien Sardou.

## Elenco
- Florence Lawrence
- George Gebhardt
- D. W. Griffith
- George Nichols
- Mack Sennett
- Harry Solter